# 高氯酸钯
高氯酸钯是一种无机化合物，化学式为Pd(ClO4)2。它可由氯化钯和六氧化二氯反应，得到ClO2Pd(ClO4)3后经真空热分解制得。无水物中的高氯酸根为双齿配体。它的四水合物可由海绵钯在浓硝酸和浓高氯酸中反应，结晶后得到。它在溶液中可以被亚铁或硼氢化钠还原为钯单质。